# Вакарин, Изот Антонович
Изо́т Анто́нович Вака́рин (1911—1945) — майор Рабоче-крестьянской Красной Армии, участник Великой Отечественной войны, Герой Советского Союза (1944).

## Биография
Изот Вакарин родился 14 сентября 1911 года в селе Пески, Верхнеудинский округ Забайкальской области (ныне в Петровск-Забайкальском районе Забайкальского края) в крестьянской семье.
Окончив начальную школу, работал в родном селе. В 1936 году Вакарин переехал в Улан-Удэ, где работал начальником охраны радиостанции, кузнецом-молотобойцем, котельщиком паровозовагонного завода.

### Великая Отечественная война
В 1941 году Вакарин был призван на службу в Рабоче-крестьянскую Красную Армию. В январе 1942 года окончил курсы младших лейтенантов Забайкальского военного округа. С января 1942 года — на фронтах Великой Отечественной войны. Принимал участие в боях на Калининском, 1-м Прибалтийском, Западном, 3-м Белорусском фронтах. Принимал участие в боях у города Белый Калининской области. Был ранен.
В 1943 году Вакарину было присвоено звание старшего лейтенанта, после чего он стал командиром 8-й стрелковой роты 940-го стрелкового полка 262-й стрелковой дивизии 43-й армии. Отличился во время освобождения города Демидова и Руднянского района Смоленской области.
21 сентября 1943 года рота Вакарина прорвалась в Демидов, преследуя отходящие немецкие части и к вечеру того же дня закрепилась на его западной окраине. Ночью позиции роты подверглись контратаке превосходящих сил противника. В рукопашной схватке Вакарин лично уничтожил 9 вражеских солдат и офицеров. Рота сумела удержать свои позиции, уничтожив около 60 немецких солдат и офицеров. 22 сентября Демидов был полностью освобождён. Во время дальнейшего наступления советских войск рота Вакарина освобождала деревни Зятевка, Хожан, Сапцы Руднянского района. 3 октября во время боя за Сапцы Вакарин и его подчинённые совершили манёвр и заняли деревню, удерживая её в течение суток, отразив пять вражеских контратак. В бою Вакарин получил ранение в спину, но поля боя не покинул, продолжая управлять действиями роты.
Во время боёв под Витебском Вакарин получил ещё одно тяжёлое ранение. В июле 1944 года, получив отпуск, он на время вернулся в Улан-Удэ. По окончании отпуска Вакарин был назначен военным комендантом Смоленска, однако вскоре после этого выехал на фронт, но, не добравшись до своей части, попал в эвакогоспиталь № 421. После выздоровления он продолжил воевать в составе 5-го гвардейского стрелкового корпуса 39-й армии 3-го Белорусского фронта. Во время освобождения Литовской ССР отличился, за что получил звание гвардии майора.
Во время боёв в Прибалтике Вакарин вновь получил тяжёлое ранение. 21 сентября 1945 года Изот Вакарин скончался в Каунасском госпитале ВГ 1145 от закрытой травмы черепа.

## Награды
- Указом Президиума Верховного Совета СССР от 4 июня 1944 года за «умелое командование подразделением и проявленные в боях мужество и героизм» старший лейтенант Изот Вакарин был удостоен высокого звания Героя Советского Союза с вручением ордена Ленина и медали «Золотая Звезда» за номером 3670.[2]
- Был награждён орденами Красного Знамени (30.09.1943)[4] и Красной Звезды (20.12.1942)[5], а также рядом медалей.

## Память
- В честь Вакарина названы улицы в Демидове и Улан-Удэ.
- В селе Пески односельчанами установлен бюст Героя[1].